# Wang Lei (escrime)
Dans ce nom chinois, le nom de famille, Wang, précède le nom personnel Lei.
Pour les articles homonymes, voir Wang Lei et Wang (patronyme).
Wang Lei (Mandarin : 王磊 ; pinyin: Wáng Lěi), né le 20 mars 1981 à Shanghai, est un escrimeur chinois, champion du monde et vice-champion olympique à l'épée individuelle.

## Carrière
Après une première finale mondiale chez les juniors, en 2001, Wang, 23 ans, fait partie des outsiders aux Jeux d'Athènes. Mais il surprend, battant tour à tour des pointures du circuit senior : Gábor Boczkó, Sven Schmid et surtout le grand favori Pavel Kolobkov, en demi-finale (15-10). La dernière marche est trop haute pour le jeune chinois, battue par Marcel Fischer en finale (9-15).
Pour son deuxième et ultime coup d'éclat mondial, Wang s'empare du titre aux championnats du monde 2006, tirant parti d'un tableau où les surprises s'accumulent. Opposé au Portugais Joaquim Videira en finale, il prend le dessus en minute de priorité sur le score de 6-5. Il a également disputé les Jeux olympiques d'été de 2008 à domicile, battu dès le premier tour par Bas Verwijlen.
Un style atypique, parfois indolent, et son étonnante vivacité pour son gabarit sont la signature de ce tireur.

## Palmarès
- Jeux olympiques
  -  Médaille d'argent aux Jeux olympiques de 2004 à Athènes

- Championnats du monde d'escrime
  -  Médaille d'or aux championnats du monde d'escrime 2006 à Turin

- Championnats d'Asie d'escrime
  -  Médaille de bronze aux championnats d'Asie d'escrime 2007 à Nantong